# Anthophora beijingensis
Anthophora beijingensis är en biart som först beskrevs av Wu 1986.  Anthophora beijingensis ingår i släktet pälsbin, och familjen långtungebin. Inga underarter finns listade i Catalogue of Life.